# Избори за председника Руске Федерације 2000.
Председнички избори у Русији 2000. су се догодили 26. марта 2000. Владимир Путин је у изборе улазио као вршилац дужности позиције председника Руске Федерације након оставке Бориса Јељцина 31. децембра 1999. Главни ривал му је био генерални секретар Комунистичке партије Генадиј Зјуганов, који је имао велике шансе на изборима у 1996. када је изгубио од Јељцина у другом кругу. Са 53.4% гласова у првом кругу, Владимир Путин је први пут постао председник републике, а званично постао други председник Руске Федерације.